# Per Egil Ahlsen
Per Egil Ahlsen (født 4. marts 1958 i Fredrikstad, Norge) er en norsk tidligere fodboldspiller (defensiv midtbane/ forsvarer).
Ahlsen spillede størstedelen af sin karriere i den norske Tippeliga, hvor han repræsenterede henholdsvis Fredrikstad FK i sin fødeby og SK Brann i Bergen. Længst tid tilbragte han hos Fredrikstad, hvor han spillede i alt 13 sæsoner, fordelt på to ophold. Han var også i en kort periode udlejet til Fortuna Düsseldorf i den tyske Bundesliga.
Ahlsen spillede desuden 54 kampe og scorede tre mål for Norges landshold. Han deltog ved OL i 1984 i Los Angeles, og spillede alle landets tre kampe i turneringen.